# 鈴木敦夫
鈴木 敦夫（すずき あつお、1961年〈昭和36年〉7月19日 – ）は、日本の防衛官僚。第5代防衛装備庁長官退任後、第35代防衛事務次官。

## 人物
神奈川県出身。神奈川県立平塚江南高等学校を経て、1985年3月に早稲田大学政治経済学部卒業。国家公務員採用上級甲種試験（行政）に合格し、同年4月防衛庁入庁。
2019年1月15日、防衛省整備計画局長に就任。2020年8月5日、地方協力局長に就任。
2021年（令和3年）7月1日、防衛装備庁長官に就任。
2022年（令和4年）7月1日、防衛事務次官に就任。2023年（令和5年）7月14日、防衛事務次官を退任し防衛省顧問に就任。
2023年7月28日、内閣官房副長官補兼国家安全保障局次長兼内閣サイバーセキュリティセンター長に就任。
2024年1月1日、令和6年能登半島地震が発生。内閣危機管理監の村田隆が体調不良で入院していたため、鈴木が対応に当たった。

## 略歴
基本的な出典
- 1985年
  - 03月：早稲田大学政治経済学部卒業
  - 04月：防衛庁入庁
- 1990年
  - 04月：防衛庁長官官房総務課部員
  - 08月：防衛庁人事局人事第1課部員
- 1992年
  - 05月：防衛庁防衛局計画課年度班部員
  - 07月：防衛庁防衛局計画第3班部員
- 1993年05月：総理府国際平和協力本部事務局参事官補佐
- 1995年07月：防衛庁長官官房総務課企画室部員
- 1997年01月：防衛庁情報本部
- 1998年04月：防衛庁防衛局国際企画課防衛交流班長
- 1999年07月：防衛庁人事教育局人事第1課部員
- 2000年
  - 04月：防衛庁人事教育局人事第1課総括班長
  - 08月：防衛庁防衛局防衛政策課部員
- 2001年07月：防衛庁防衛局調査課情報室長
- 2004年07月：防衛庁長官官房企画官（情報担当）
- 2005年08月：防衛庁運用局運用課長
- 2006年07月：防衛庁運用企画局国際協力課長
- 2007年09月：防衛省防衛政策局調査課長
- 2009年08月：防衛省防衛政策局防衛政策課長
- 2011年08月：防衛省大臣官房米軍再編調整官
- 2012年09月：防衛省大臣官房審議官（情報本部、運用企画局担当）・情報本部副本部長
- 2014年07月：防衛省防衛政策局次長
- 2016年07月：防衛省大臣官房審議官（国会担当）
- 2017年07月：防衛省統合幕僚監部総括官
- 2018年08月：防衛省大臣官房政策立案総括審議官・防衛省大臣官房付
- 2019年01月15日：防衛省整備計画局長[7]
- 2020年08月05日：防衛省地方協力局長[8]
- 2021年07月01日：防衛装備庁長官
- 2022年07月01日：防衛事務次官
- 2023年07月14日：防衛省顧問
- 2023年7月28日：内閣官房副長官補兼国家安全保障局次長兼内閣サイバーセキュリティセンター長
- 2025年8月1日：退官[9]。